# 콜 오브 듀티: 월드 앳 워: 파이널 프론트
콜 오브 듀티: 월드 앳 워: 파이널 프론트(Call of Duty: World at War – Final Fronts)는 리벨리언에서 개발하고 액티비젼에서 배급한 PS2용 싱글 FPS게임이다.

## 게임 플레이
태평양 전쟁의 미군 진영,유럽 전선의 미국과 영국 진영 총 3개의 진영에서 싸운다.
태평양 전쟁에서는 일본군과 싸우고 유럽 전선에서는 독일군과 싸운다.
대부분의 플레이는 보병으로 싸우지만 전차병미션도 있다.

## 콜 오브 듀티: 월드 앳 워와의 비교
외관적으로 보거나 이름으로 봤을 때 콜 오브 듀티: 월드 앳 워와 같은 게임이거나 확장팩 같은 것으로 착각 할 수 있으나 다른게임이다.
월드 앳 워의 개발사는 트레이아크인것에 비해 월드 앳 워:파이널 프론트의 개발사는 리벨리언이다.
월드 앳워는 PS3로 발매했지만 월드 앳 워:파이널 프론트는 PS2로 발매했다.
등장인물과 성우는 기본적으로 같지만 월드 앳 워:파이널 프론트의 전체적인 스토리와 미션구성은 완전히 다르다.